# Emily Hartong
Emily Hartong (ur. 4 lutego 1992 w Long Beach) – amerykańska siatkarka, grająca na pozycji przyjmującej. Od sezonu 2015/2016 występuje w koreańskiej drużynie Suwon Hyundai Hillstate.

## Sukcesy klubowe
Puchar Szwajcarii:
- 2015

Mistrzostwo Szwajcarii:
- 2015[3]

Klubowe Mistrzostwa Świata:
- 2015

Mistrzostwo Korei Południowej:
- 2016[4]